# Broeksterwoude
Broeksterwoude (officieel, Fries: Broeksterwâld ([brukstr’vɔ:t]), ook wel De Broek ([də’bruk])) is een dorp in de gemeente Dantumadeel, in de Nederlandse provincie Friesland. Het ligt ten zuiden van Dokkum, tussen Damwoude en De Valom.
Van 1880 tot 1947 had Broeksterwoude een halte aan de tramlijn Dokkum-Veenwouden.
Het dorp telde in 2023 1.220 inwoners. Broeksterwoude werd in 1964 een zelfstandig dorp, daarvoor was het een buurtschap onder het voormalige dorp Akkerwoude onder de naam Broek onder Akkerwoude en/of Akkerwoudsterbroek.
Sinds 2009 is de Friese naam de officiële. De Nederlandse naam wordt niet meer door de gemeente Dantumadeel gebruikt. Dit betekent ook dat waar voorheen op de plaats- en straatnaamborden zowel de Friese als de Nederlandse namen werden vermeld, sindsdien alleen nog de officiële Friese namen vermeld worden.

## Landschap en bodem
Het dorp is gebouwd op af- en uitgeveende grond. "Broek" betekent "moerassig land". Het hele gebied tussen de voormalige dorpen Akkerwoude, Murmerwoude en Dantumawoude stond vroeger bekend als "(De) Broek". Thans zijn er westelijk van Broeksterwoude, richting Veenwouden, nog steeds veenlandschappen aan te treffen, denk daarbij aan Het Buitenveld. Naarmate men oostelijker van Broeksterwoude komt, verandert het landschap steeds meer in zandgronden, denk daarbij aan De Zandhorst nabij Driesum. Het dorp ligt op de grens van de Dokkumer Wouden.

## Begraafplaats
De begraafplaats van Broeksterwoude ligt op leemgrond. Hierdoor kan er onvoldoende zuurstof bij de lijken komen, waardoor deze niet vergaan. Dit verschijnsel wordt adipocire genoemd.

## Voorzieningen

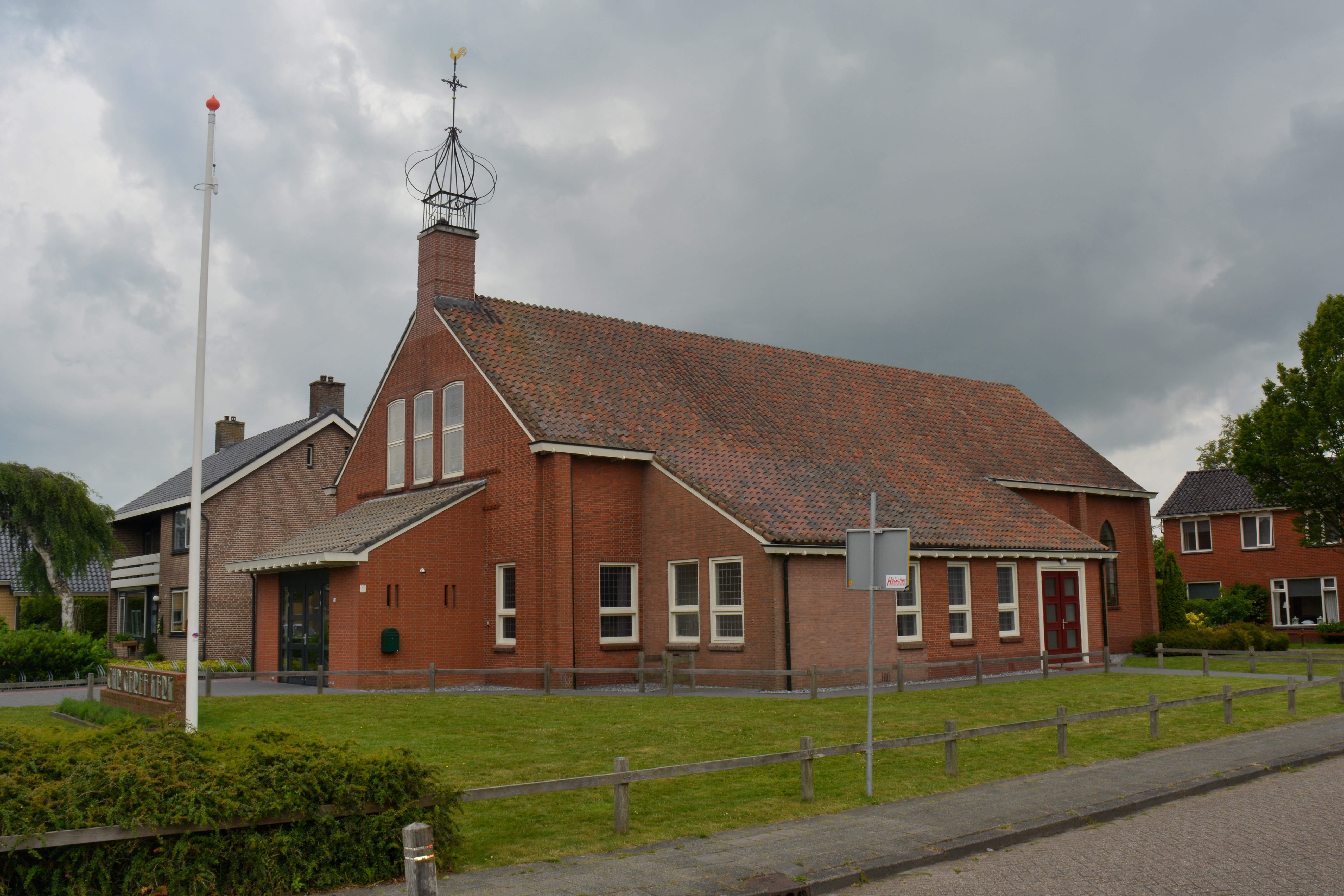
De Gereformeerde kerk in 2017

Het dorp beschikt over een basisschool, twee kerkgebouwen, een dorpshuis, diverse andere kleinere voorzieningen en relatief veel zelfstandig ondernemers. Desondanks is het dorp voor vele zaken aangewezen op plaatsen als Damwoude of Dokkum.
Even ten westen van het dorp staan twee poldermolens, de Broekmolen uit 1876 en De Grote Molen uit 1887.

## Geboren
- Hester Algra (2007), voetbalster

## Bekende inwoners
- Piet Jongeling (1909-1985), journalist, verzetsstrijder, politicus en kinderboekenschrijver